# Dysstroma ochrofuscaria
Dysstroma ochrofuscaria är en fjärilsart som beskrevs av Louis W. Swett 1917. Dysstroma ochrofuscaria ingår i släktet Dysstroma och familjen mätare. Inga underarter finns listade i Catalogue of Life.